# Ernst Moriz Kronfeld
Ernst Moriz Kronfeld (o Ernst Mauriz Kronfeld) (3 de junio de 1865, Lemberg - 16 de marzo de 1942, Viena) fue un botánico, micólogo y periodista franco-austríaco.

## Biografía
Era hermano del médico Adolf Kronfeld (1861–1938) y del odontólogo Robert (1874–1946), y el hijo de este último fue el aviador Robert Kronfeld (1904–1948).
Estudió de 1882 a 1887 en la Universidad de Viena: Ciencias Naturales, obteniendo en 1886 el doctorado. Luego trabajó como escritor independiente y luego editor cultural de los periódicos en Viena (incluyendo Fremdenblatt, Die Zeit (El Tiempo), para los que escribió informes sobre el teatro y eventos culturales, también escribió obras de divulgación científica. En la Sociedad de Amigos de la Naturaleza de Viena "Cosmos", fue su mayordomo.
Fue miembro del Consejo de los periodistas de Viena y de la Asociación de escritores "Concordia", y de la Sociedad Hortícola, de la que era miembro correspondiente desde 1909, y jardinero de la Escuela Superior de Viena como profesor de historia de los jardines y el arte del jardín.
De su obra botánica se encuentra el ensayo „Über die biologischen Verhältnisse der Aconitum-Blüte“ ("Sobre las condiciones biológicas de la flor Aconitum" y la biografía de Anton Kerner von Marilaun.
Poseía entre otras cosas, una gran colección de la historia de los jardines de Schonbrunn y sus respectivos libros, imágenes, documentos y planos. Se cree que fue privado de esas colecciones como parte de su persecución como judío por los nazis.
Se casó en 1896 con Rosalie Lanzer, (nacida el 17 de febrero de 1874 en Viena. La pareja vivió desde el 13 de marzo de 1938 en Viena, en la calle Heinestraße 33/17, que fue rebautizado por los nazis como Schönererstraße. Ya viuda, su esposa fue el 13 de agosto de 1942 deportada al campo de concentración de Theresienstadt y asesinada en Treblinka.

## Algunas publicaciones
- 1898 Zauberpflanzen und Amulette. Ein Beitrag zur Culturgeschichte und Volksmedicin (Plantas mágicas y amuletos. Una contribución a la historia de la cultura y la medicina popular). Verlag von Moritz Perles Viena  (texto en línea)

- 1906 Der Weihnachtsbaum. Botanik und Geschichte des Weihnachtsgrüns. Oldenburg

- 1908 Bilder-Atlas zur Pflanzengeographie. Mit beschreibendem Text. Bibliogr. Inst. Leipzig und Wien

- 1908 Anton Kerner von Marilaun Leben und Arbeit eines deutschen Naturforschers. Mit einem Geleitwort v. R. v. Wettstein. Chr. H. Tauchnitz Leipzig

- 1911 Sagenpflanzen und Pflanzensagen Theod. Thomas Verlag Leipzig

- 1913 Die Geschichte der Gartennelke. Viena

- 1915 Der Krieg im Aberglauben und Volksglauben. Múnich

- ed. Krieg und Soldat in der Spruchweisheit. Sentenzen aus der Jahrhunderten von Heraklit bis Hindenburg. Hugo Schmidt München

- Das Edelweiss"

- 1923 Park und Garten von Schönbrunn
- La abreviatura «Kronf.» se emplea para indicar a Ernst Moriz Kronfeld como autoridad en la descripción y clasificación científica de los vegetales.[1]